# Radoslav Židek
Pour les articles homonymes, voir Zídek.
Radoslav Zidek, né le 15 octobre 1981 à Žilina, est un snowboarder slovaque, spécialisé dans l'épreuve de cross et de slalom parallèle.

## Palmarès
- Jeux olympiques
  -  Médaille d'argent en snowboard cross en 2006, aux Jeux olympiques d'hiver de 2006 à Turin